# Leptostromella septorioides
Leptostromella septorioides är en svampart som beskrevs av Sacc. & Roum. 1882. Leptostromella septorioides ingår i släktet Leptostromella, divisionen sporsäcksvampar och riket svampar.   Inga underarter finns listade i Catalogue of Life.